# Orlando Rodrigues
Orlando Sergio Rodrigues Gomes, nacido el 21 de octubre de 1969 en Baito, fue un ciclista portugués que fue profesional de 1991 a 2003. Ganó la Vuelta a Portugal en 1994 y 1995, fue Campeón de Portugal en Ruta en 1994. Formó parte del equipo de Portugal en las pruebas en línea de los Juegos Olímpicos de 1996 y 2000, y en los  campeonatos del mundo de 1991, 1994 y 1996. 
Participó en cuatro ocasiones en el Tour de Francia, donde obtuvo dos segundas plazas en etapas en el 1996 con final en Super Besse y en 1998 en Grenoble. El italiano Giuseppe Calcaterra, segundo en la línea de meta de Grenoble, fue descalificado por sprint irregular, por lo que Orlando ascendió a la segunda plaza de la etapa.

## Palmarés
1989
- 1 etapa de la Vuelta al Algarve

1991
- 2 etapas de la Vuelta a Portugal

1994
- Campeonato de Portugal en Ruta
- Circuito de Guecho
- Vuelta a Portugal, más 1 etapa

1995
- Vuelta a Portugal, más 1 etapa
- Trofeo Joaquim Agostinho

1996
- 3.º en el Campeonato de Portugal en ruta

1997
- 1 etapa del GP Mosqueteiros

1998
- 1 etapa del GP Jornal de Noticias

1999
- 2.º en el Campeonato de Portugal en ruta

## Resultados en las grandes vueltas
| Carrera         | 1991 | 1992 | 1993 | 1994 | 1995 | 1996 | 1997 | 1998 | 1999 | 2000 | 2001 | 2002 | 2003 |
| --------------- | ---- | ---- | ---- | ---- | ---- | ---- | ---- | ---- | ---- | ---- | ---- | ---- | ---- |
| Giro de Italia  | -    | -    | Ab.  | -    | -    | -    | -    | -    | 51.º | 66.º | -    | -    | -    |
| Tour de Francia | -    | -    | -    | -    | -    | 54.º | 33.º | Ab.  | -    | 87.º | -    | -    | -    |
| Vuelta a España | -    | 65.º | 76.º | 96.º | 14.º | 34.º | Ab.  | -    | Ab.  | -    | -    | -    | -    |